# Дебі Нова
Дебі Нова (ісп. Debi Nova, нар. 6 серпня 1980, Сан-Хосе, Коста-Рика) — співачка та акторка.

## Біографія
Народилася 6 серпня 1980 року у місті Сан-Хосе (Коста-Рика). У чотирирічному віці Дебі почала вивчати гру на піаніно та займалася класичною музикою протягом десяти років. У чотирнадцять років стала співачкою.
Дебі закінчила музичний коледж у Лос-Анджелесі.
Співачка співпрацює з багатьма музикантами та музичними колективами.

## Дискографія

### Альбоми
- Luna Nueva (2010)
- Soy (2014)
- Gran Ciudad (2017)
- 3:33 (2020)